# Летище Сливница
Летище Сливница (на английски: Slivnitsa Airport) е малко частно летище в България, разположено на 2 km западно от град Сливница в близост до село Алдомировци и на 25 km северозападно от град София.